# Tour de France 1929
Il Tour de France 1929, ventitreesima edizione della Grande Boucle, si svolse in ventidue tappe tra il 30 giugno e il 28 luglio 1929, per un percorso totale di 5 286 km. Fu vinto per la prima ed unica volta dal passista-scalatore belga Maurice Dewaele (al terzo e ultimo podio del Tour, peraltro consecutivo, dopo la piazza d'onore del 1927 e la terza posizione del 1928). Si trattò della nona edizione vittoriosa per un corridore del Belgio nella Grande Boucle, tre anni dopo l'affermazione di Lucien Buysse. Dewaele terminò la corsa con il tempo di 186h39'16". 
Il passista italiano Giuseppe Pancera (al suo unico podio della corsa a tappe francese) - detto "il mangiachilometri" per la sua particolare resistenza nelle corse in linea di lunga durata - si piazzò in seconda posizione nella classifica generale, mentre il belga Jef Demuysere (per la prima volta sul podio di Parigi) si classificò al terzo posto.

## Tappe
| Tappa  | Data      | Percorso                       | km    | Vincitore di tappa       | Leader cl. generale |
| ------ | --------- | ------------------------------ | ----- | ------------------------ | ------------------- |
| 1ª     | 30 giugno | Parigi > Caen                  | 206   | Aimé Dossche             | Aimé Dossche        |
| 2ª     | 1º luglio | Caen > Cherbourg               | 140   | André Leducq             | Aimé Dossche        |
| 3ª     | 2 luglio  | Cherbourg > Dinan              | 199   | Omer Taverne             | Aimé Dossche        |
| 4ª     | 3 luglio  | Dinan > Brest                  | 206   | Louis Delannoy           | Maurice Dewaele     |
| 5ª     | 4 luglio  | Brest > Vannes                 | 208   | Gustave Van Slembrouck   | Maurice Dewaele     |
| 6ª     | 5 luglio  | Vannes > Les Sables-d'Olonne   | 204   | Paul le Drogo            | Maurice Dewaele     |
| 7ª     | 6 luglio  | Les Sables-d'Olonne > Bordeaux | 285   | Nicolas Frantz           | Nicolas Frantz      |
| 8ª     | 7 luglio  | Bordeaux > Bayonne             | 182   | Julien Moineau           | Gaston Rebry        |
|        | 8 luglio  | giorno di riposo               |       |                          |                     |
| 9ª     | 9 luglio  | Bayonne > Luchon               | 363   | Salvador Cardona         | Victor Fontan       |
|        | 10 luglio | giorno di riposo               |       |                          |                     |
| 10ª    | 11 luglio | Luchon > Perpignano            | 323   | Jef Demuysere            | Maurice Dewaele     |
|        | 12 luglio | giorno di riposo               |       |                          |                     |
| 11ª    | 13 luglio | Perpignano > Marsiglia         | 366   | André Leducq             | Maurice Dewaele     |
|        | 14 luglio | giorno di riposo               |       |                          |                     |
| 12ª    | 15 luglio | Marsiglia > Cannes             | 191   | Marcel Bidot             | Maurice Dewaele     |
| 13ª    | 16 luglio | Cannes > Nizza                 | 133   | Benoit Faure             | Maurice Dewaele     |
|        | 17 luglio | giorno di riposo               |       |                          |                     |
| 14ª    | 18 luglio | Nizza > Grenoble               | 333   | Gaston Rebry             | Maurice Dewaele     |
|        | 19 luglio | giorno di riposo               |       |                          |                     |
| 15ª    | 20 luglio | Grenoble > Évian-les-Bains     | 329   | Julien Vervaecke         | Maurice Dewaele     |
|        | 21 luglio | giorno di riposo               |       |                          |                     |
| 16ª    | 22 luglio | Évian-les-Bains > Belfort      | 283   | Charles Pélissier        | Maurice Dewaele     |
| 17ª    | 23 luglio | Belfort > Strasburgo           | 145   | André Leducq             | Maurice Dewaele     |
| 18ª    | 24 luglio | Strasburgo > Metz              | 165   | André Leducq             | Maurice Dewaele     |
| 19ª    | 25 luglio | Metz > Charleville             | 159   | Bernard Van Rysselberghe | Maurice Dewaele     |
| 20ª    | 26 luglio | Charleville > Malo-les-Bains   | 270   | Maurice Dewaele          | Maurice Dewaele     |
| 21ª    | 27 luglio | Malo-les-Bains > Dieppe        | 234   | André Leducq             | Maurice Dewaele     |
| 22ª    | 28 luglio | Dieppe > Parigi                | 332   | Nicolas Frantz           | Maurice Dewaele     |
| Totale | Totale    | Totale                         | 5 377 |                          |                     |

## Resoconto degli eventi
Victor Fontan, primo nella classifica generale, durante la decima tappa cadde rompendo la sua bicicletta. Quell'anno fu stabilita una regola secondo cui un corridore doveva finire la tappa con la bicicletta con cui l'aveva iniziata. Fontan dovette quindi andare di casa in casa per trovare una bicicletta da prendere in prestito. Trovatala, dovette percorrere i 145 chilometri che lo separavano dal traguardo trascinando la sua bicicletta originale dietro quella che gli era stata prestata. Arrivò al traguardo in lacrime. La regola fu eliminata l'anno successivo, nel Tour de France 1930.
Malato e vicino all'abbandono, Maurice Dewaele fu salvato dagli uomini della sua squadra che lo portarono alla volata finale permettendogli di vincere nonostante le sue condizioni fisiche. Questo avvenimento fu in seguito causa di polemiche verso il gioco di squadra del team di Deweale. Lo stesso Dewaele, come il suo predecessore Nicolas Frantz, giunse sempre al traguardo di Parigi in tutte le sue partecipazioni (quattro) alla Grande Boucle ed entrò sempre nella top-five (oltre ai tre podi consecutivi, si classificherà al quinto posto nel 1931 dopo aver saltato l'edizione del 1930).
Dewaele nelle prime fasi della corsa fu maglia gialla dal termine della quarta frazione fino alla fine della sesta. Dalla fine della decima tappa tornò leader, portando la maglia gialla fino a Parigi. Fu quindi a capo della classifica generale al termine di sedici tappe sulle ventidue previste.
Giuseppe Pancera e Jef Demuysere raggiunsero il podio di Parigi al loro esordio al Tour.
Al Tour de France 1929 parteciparono 155 corridori, divisi in due categorie assi e cicloturisti, dei quali 60 giunsero a Parigi. Gli "assi" erano suddivisi in dieci squadre mentre una parte dei cicloturisti era suddivisa in selezioni regionali. Il corridore che vinse più tappe in questa edizione fu il francese André Leducq, classificatosi poi undicesimo nella classifica finale, che riuscì ad arrivare primo in cinque occasioni su un totale di ventidue tappe.

## Classifiche finali

### Classifica generale - Maglia gialla
| Pos. | Corridore        | Squadra       | Tempo      |
| ---- | ---------------- | ------------- | ---------- |
| 1    | Maurice Dewaele  | Alcyon-Dunlop | 186.39'16" |
| 2    | Giuseppe Pancera | La Rafale     | a 44'23"   |
| 3    | Jef Demuysere    | Lucifer       | a 57'10"   |
| 4    | Salvador Cardona | Fontan-Wolber | a 57'46"   |
| 5    | Nicolas Frantz   | Alcyon-Dunlop | a 58'00"   |
| 6    | Louis Delannoy   | La Française  | a 1h06'09" |
| 7    | Antonin Magne    | Alleluia      | a 1h08'00" |
| 8    | Julien Vervaecke | Alcyon-Dunlop | a 2h01'37" |
| 9    | Pierre Magne     | Alleluia      | a 2.03'00" |
| 10   | Gaston Rebry     | Alcyon-Dunlop | a 2h17'49" |